# Bermudai bagoly
A bermudai bagoly (Aegolius gradyi) a madarak osztályának a bagolyalakúak (Strigiformes) rendjéhez, a bagolyfélék (Strigidae) családjához tartozó kihalt faj.

## Rendszerezése
A fajt Storrs L. Olson amerikai biológus és ornitológus írta le 2012-ben.

## Előfordulása
Bermuda területén volt honos. Természetes élőhelyei a mérsékelt övi erdők voltak. Állandó, nem vonuló faj volt.

## Természetvédelmi helyzete
Valószínűleg a 17. század elején halt ki. A Természetvédelmi Világszövetség Vörös listáján kihalt fajként szerepel.